# Plus Satelital
Plus Satelital fue un canal de televisión por suscripción creado por Pramer, compuesto de una programación heterogénea de variedades.

## Historia
Plus Satelital fue creado y operado por Pramer en reemplazo del canal CV-Sat, fue lanzado desde Argentina a partir del lunes 5 de abril de 1999 para toda América Latina con cobertura continental a través del satélite Intelsat. El canal comercializaba tiempo de aire para programas realizados por productoras pequeñas y medianas, que contrataban al canal un segmento de su grilla para emitirlos.
Inicialmente se distribuyó a 5 millones de hogares, llegando a una audiencia potencial de 15 millones de personas de 10 países. La señal emitía durante 24 horas en los dos principales sistemas de cable de Argentina. Estuvo también en otras 700 estaciones independientes del interior y exterior, con llegada a países como Uruguay, Paraguay, Chile, Bolivia, Perú, Ecuador, Colombia, Venezuela y República Dominicana.
En 2001 el canal tuvo los derechos exclusivos para transmitir la séptima edición de los Premios Martín Fierro de Cable para toda América Latina.
El canal cerró el 1 de julio de 2006 debido a una reestructuración de Liberty Global, el holding madre de Pramer, a fin de preservar las señales con contenidos que sean de interés para todo América Latina y hasta en Estados Unidos.

## Logotipos

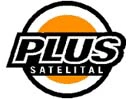
1999-2001
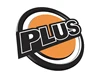
2002-2006
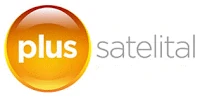
2006

- Fuente: LogosTV: Historial de logos de Plus Satelital